# Шпигель, Григорий Ойзерович
Григо́рий О́йзерович Шпи́гель (24 июля 1914, Самара, Российская империя — 28 апреля 1981, Москва, СССР) — советский актёр театра, кино и озвучивания. Заслуженный артист РСФСР (1974).

## Биография
Родился в Самаре 24 июля 1914 года в семье Ойзера Абрамовича Шпигеля (1882—1960) — уроженца Винницы, рабочего-красильщика на фабрике; мать Софья Моисеевна Файбишенко происходила из семьи мыловара. В 1929 году семья переехала в Ленинград, где отец устроился мастером на красильной фабрике «Ленбыткраска» и заведовал красильным цехом в Ленинградском БДТ; мать работала бухгалетром. С 1930 года Григорий Шпигель работал плиссировщиком на той же красильной фабрике, что и его отец.
В 1935 году поступил в Центральное училище театральной самодеятельности в Москве на режиссёрский факультет. В 1940 году окончил актёрскую школу при киностудии «Мосфильм». Работал в Театре-студии киноактёра. Во время войны был в эвакуации в Ташкенте примерно с 1942 года.
В кино начал сниматься с 1938 года. Кроме того, принимал участие в озвучивании мультфильмов — характерен необычайно высоким и звонким для мужчины голосом, тенором-альтино.
Жил в доме на набережной Москва-реки. Дружил с Лидией Смирновой, Леонидом Каневским.
Умер 28 апреля 1981 года на 67-м году жизни в Москве. Похоронен в Москве на Введенском кладбище (30 уч.). Его последней ролью стал актёр-суфлёр в фильме Эльдара Рязанова «О бедном гусаре замолвите слово».
Женат не был, детей не имел.

## Фильмография

### Актёр
- 1938 — Семья Оппенгейм — ученик гимназии
- 1940 — Закон жизни — Виктор Черёмушкин, редактор многотиражной газеты «Вузовец»
- 1941 — Дело Артамоновых — Яша Артамонов
- 1941 — Цветные киноновеллы — король
- 1942 — Антоша Рыбкин — пьяный немецкий солдат
- 1942 — Боевой киносборник № 10 — шпик (нет в титрах)
- 1943 — Воздушный извозчик — Светловидов
- 1943 — Актриса — Борис Яковлевич
- 1944 — Нашествие — Кокорышкин
- 1947 — Сказание о земле Сибирской — Григорий Галаида
- 1948 — Молодая гвардия — Фенбонг
- 1949 — Академик Иван Павлов — Петрушев, профессор
- 1950 — Смелые люди — денщик немецкого офицера
- 1950 — Жуковский — эпизод
- 1950 — Мусоргский — фон Мец
- 1951 — Тарас Шевченко — Карл Брюллов
- 1951 — Прощай, Америка! — журналист
- 1953 — Адмирал Ушаков — Томас Грей
- 1953 — Завтрак у предводителя — Балагаев, предводитель местного дворянства
- 1954 — Дети партизана — шпион-фотограф
- 1955 — Овод — Джеймс
- 1957 — Борец и клоун — Саламонский
- 1958 — Идиот — Птицын
- 1958 — На дальних берегах — Шульц
- 1960 — Враги — Абогин
- 1960 — Мичман Панин — отец Феоктист
- 1961 — Алые паруса — Меннерс-младший
- 1962 — Как рождаются тосты — Аркадий Николаевич, главный инженер треста
- 1963 — Большой фитиль — пассажир сатирического экспресса
- 1963 — Укротители велосипедов — автор
- 1964 — Сказка о потерянном времени — врач / покупатель яблок в шляпе
- 1964 — Женитьба Бальзаминова — будочник
- 1964 — Москва — Генуя — Мальцан
- 1965 — Чёрный бизнес — Квасов
- 1965 — Игра без правил — господин Отто Штумпе
- 1966 — Сказка о царе Салтане — Градоправитель
- 1966 — В городе С. — Лосев, адвокат
- 1966 — Год как жизнь — Келлер
- 1967 — Седьмой спутник — Шпигель
- 1968 — Бриллиантовая рука — старший контрабандист-аптекарь
- 1968 — Один шанс из тысячи — Ширах
- 1970 — Опекун — Горохов
- 1970 — Эксперимент
- 1971 — Двенадцать стульев — Альхен, управляющий домом престарелых
- 1971 — Ехали в трамвае Ильф и Петров — городской сплетник
- 1971 — Корона Российской империи, или Снова неуловимые — фотограф
- 1972 — Приваловские миллионы — Оскар Филиппович
- 1973 — Райские яблочки — Кейбо
- 1974 — Северная рапсодия
- 1974 — Скворец и Лира — доктор
- 1975 — Под крышами Монмартра — Париджи, хозяин ресторана
- 1975 — Путешествие миссис Шелтон — мистер Дарлинг
- 1976 — Огненное детство — командир бронепоезда белых, полковник
- 1976 — 100 грамм для храбрости — мужчина, которому нужен спирт для компресса
- 1976 — Соло для слона с оркестром — зоофилолог
- 1976 — Синяя птица — Удовольствие Быть Богатым
- 1976 — Двенадцать стульев — редактор газеты «Станок»
- 1978 — Безбилетная пассажирка — геодезист
- 1979 — Завтрак на траве
- 1979 — Трое в лодке, не считая собаки — гренадер
- 1980 — О бедном гусаре замолвите слово — суфлёр / актёр провинциального театра
- 1980 — Не стреляйте в белых лебедей — пассажир в купе

### Озвучивание фильмов
- 1937 — В старом Чикаго (Энди Дивайн)
- 1957 — Девушка без адреса — артист, застрявший в лифте (Михаил Гаркави)
- 1958 — Новые похождения Кота в сапогах — Патисоне / доктор (Степан Каюков)
- 1966 — Он пошёл один — хозяин гостиницы (Хайнц Шольц)
- 1969 — Золото Маккенны — владелец магазина (Бёрджесс Мередит)
- 1973 — Совсем пропащий — гробовщик (Анатолий Яббаров)
- 1981 — Игра в четыре руки — Урбино Альфонси, детектив в отеле (Альдо Рендине)